# 토머스 그레셤
토머스 그레셤 경 (Sir Thomas Gresham the Elder, 1519년경 ~ 1579년 11월 21일) 은 영국의 재정가이다. 런던의 상인 집안에서 태어나, 에드워드 6세와 엘리자베스 1세를 섬겨 왕실의 공채 모집, 군수품 구입 등에 종사하였다. 런던에 영국 최초로 왕립 증권 거래소를 설립하였으며, 그레셤 대학을 세웠다. 특히 엘리자베스 여왕에게 영국 재정의 독립을 제안한 일은 유명하다. '악화는 양화를 구축한다'는 유명한 '그레셤의 법칙'을 세웠다. 저서로 《환(換)의 이해를 위하여》등이 있다.